# Karel Florentijn van Salm

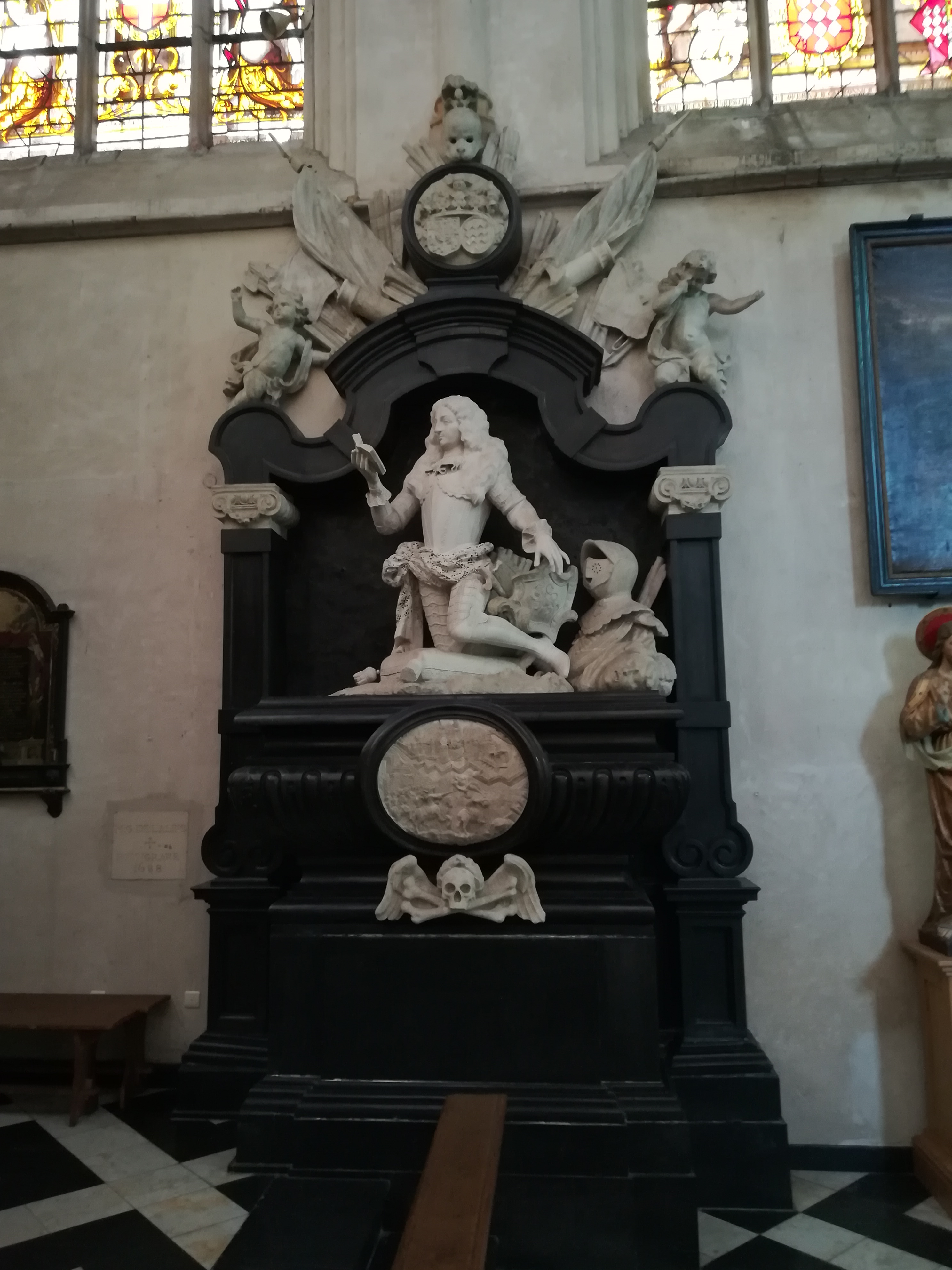
Grafmonument van Karel Florentijn van Salm in de Sint-Katharinakerk in Hoogstraten

Karel Florentijn van Salm, wild- en rijngraaf van Dhaun-Neufville (14 januari 1638 - 4 september 1676 in Pietersheim bij Lanaken) was een luitenant-generaal van de Infanterie van de Republiek der Zeven Verenigde Nederlanden. Hij was eveneens gouverneur van Breda.

## Leven

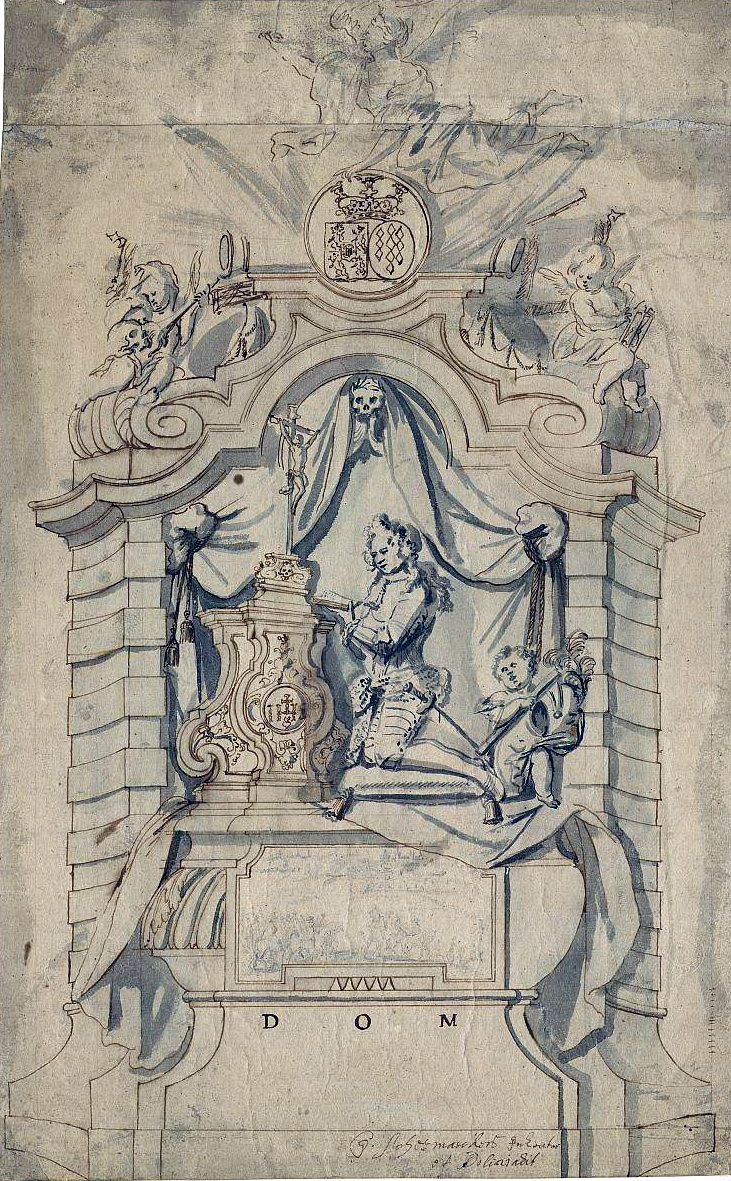
Ontwerpschets van het grafmonument (Pieter Scheemaeckers, 1676)

Karel Florentijn was de zoon van Frederik Magnus van Salm (1605-1673), wild- en rijngraaf van Salm-Dhaun, en Margaretha Thésart/Tissart (1619-ca. 1670). Hij vervolgde een militaire loopbaan, in navolging van zijn vader, die gouverneur van Sluis en Maastricht was, en generaal van de Cavalerie. Willem III van Oranje benoemde Karel Florentijn in 1674 tot luitenant-generaal van de Infanterie.
Op 14 december 1657 huwde Karel Florentijn van Salm in Maastricht met Maria Gabriëlla van Lalaing (ca. 1640-1709), dochter uit het tweede huwelijk van Albert van Lalaing, de zevende graaf van Hoogstraten. Ze kregen zes kinderen:
- Klara Eleonora Charlotte (? - 14 juli 1700)
- Frederik II Karel Magnus (17 november 1662 - 4 augustus 1716)
- Maria Margaretha
- Albertine Isabella (? - 29 januari 1715)
- Willem Florentijn (12 mei 1670 - 6 juni 1707), vader van Nikolaas Leopold van Salm-Salm
- Hendrik Gabriël (21 juni 1703 - 15 oktober 1716), vader van Filips Jozef van Salm-Kyrburg

In 1659 bekeerde Salm zich tot het rooms-katholieke geloof.

## Trendsetter
Salm was zijn tijd vooruit op het gebied van kleding. Naar verluidt verbleef hij rond 1660 als gezant van de Republiek der Zeven Verenigde Nederlanden aan het hof van Lodewijk XIV van Frankrijk en veroorzaakte daar een sensatie met zijn wijde, rokachtige broek, afgezet met kant. Het dragen van dit broektype, "rijngraaf" genoemd (Frans: rhingrave), werd een modetrend. Zowel Lodewijk XIV als Karel II van Engeland droegen bij ceremoniële gelegenheden een "rijngraaf".

## Opvolging
Wild- en rijngraaf Karel Florentijn wordt samen met zijn vader beschouwd als de grondlegger van de Vlaamse tak van de stam Neufville/Neuweiler van de adellijke familie Salm. Nadat hij op 15 augustus 1676 tijdens het Beleg van Maastricht gewond was geraakt, overleed hij enkele weken later, op 4 september, op het nabije kasteel Pietersheim. Op 12 september werd zijn lichaam bijgezet in de familiegrafkelder van zijn vrouw. Zijn lijkdienst werd pas enkele weken later gehouden, op 27 oktober, omdat er op dat moment een besmettelijke ziekte (dysenterie) heerste in Hoogstraten.
Enkele jaren na zijn dood, in 1682, werd zijn vrouw Maria Gabriëlla van Lalaing voogd over haar halfbroer, Frans Paul van Lalaing, de achtste graaf van Hoogstraten. Hij werd geestesziek verklaard. Na zijn dood op 21 juni 1691 werd zij officieel de negende gravin van Hoogstraten. Zelf stierf zij op 8 februari 1709 te Antwerpen als laatste afstammeling van haar geslacht.
De tweede zoon van Karel Florentijn, Willem Florentijn van Salm, was getrouwd met Maria Anna van Mansfeld en op 25 januari 1701 kregen zij een zoon, Nikolaas Leopold van Salm. Zijn peter en meter waren Leopold van Lotharingen en Elisabeth Charlotte van Orléans. Zijn vader stierf toen hij zes jaar oud was zodat de goederen van de rijngraven en van Neufville aan hem toekwamen. Op achtjarige leeftijd erfde hij via zijn grootmoeder het graafschap Hoogstraten en de heerlijkheden Brecht en Ekeren. Tijdens zijn minderjarigheid was zijn moeder, Maria Anna van Mansfeld, in eerste instantie voogdes over hem. Bij akte van 26 april 1709 wordt jonker Andreas Melchior van Kessel, raadsheer en secretaris van Antwerpen, door de Raad van Brabant als voogd over de rijngraaf aangesteld. In de Vogezen stichtte Nikolaas Leopold later het vorstendom Salm-Salm.
Hendrik Gabriël, de derde zoon van Karel Florentijn, richtte de tak Salm-Leuze op, waaruit in februari 1743 het huis Salm-Kyrburg ontstond.

## Grafmonument
Het barokke praalgraf van Karel Florentijn van Salm bevindt zich in de Sint-Katharinakerk in het Belgische Hoogstraten, de grafkerk van de familie van zijn echtgenote, de Lalaings. Het marmeren grafmonument van de hand van de Vlaamse beeldhouwer Pieter Scheemaeckers (1640–1714) toont onder andere een gebeeldhouwd marmeren portret van de overledene in knielende houding, een reliëfafbeelding van een belegerde stad (Maastricht?), zijn familiewapen, en enkele memento mori en putti. In het Museum Plantin-Moretus in Antwerpen bevindt zich een ontwerptekening van het monument, die enigszins afwijkt van de uitgevoerde versie. Zo is het oorspronkelijk geplande crucifix waarvoor Salm knielde niet uitgevoerd, zodat de geportretteerde centraler kon worden afgebeeld.